# Auray
Auray (Bretonă: An Alre) este un oraș în vestul Franței, în departamentul Morbihan din regiunea Bretania. 
1. ↑  répertoire géographique des communes, accesat în 26 octombrie 2015
2. ↑  dataset of postal codes in France, 1 octombrie 2018